# Servier
Servier (Les Laboratoires Servier) is een Frans multinationaal farmaceutisch bedrijf, dat in 1954 werd opgericht door de arts en apotheker Jacques Servier. Het is uitgegroeid tot een onafhankelijke groep, die in 140 landen aanwezig is en meer dan 20.000 medewerkers telt, waarvan een kleine 3.000 in onderzoek en ontwikkeling. Servier SAS is de holding boven de verschillende bedrijven in de groep.  Een kwart van de omzet wordt opnieuw geïnvesteerd in onderzoek. Servier werkt bij het onderzoek vaak samen met universiteiten en met de openbare onderzoeksinstellingen INSERM en CNRS. Servier is de tweede grootste Franse farmaceutische groep na Sanofi-aventis.
Het hoofdkwartier is gelegen in Suresnes, een westelijke voorstad van Parijs. Op 31 december 2008 speldde president Sarkozy Jacques Servier het Franse Grootkruis van het legioen van eer op. In 2014 overleed de 92-jarige Dr. Jacques Servier, die tot op het laatst nog steeds de controle over het bedrijf behield.

## Producten (selectie)
- Coversyl® (Perindopril arginine), een ACE-remmer;
- Daflon® (gemicroniseerde, gezuiverde flavonoïdefractie), een venotroop (geneesmiddel dat de wand van het bloedvat versterkt);
- Mediator® middel tegen diabetes gepromoot als eetlustremmer, in 2010 uit de handel gehaald
- Natrilix SR® (Indapamide), diureticum voor de behandeling van hypertensie;
- Preterax® (Perindopril arginine + indapamide) voor de behandeling van hypertensie (hoge bloeddruk);
- Procoralan® (Ivabradin) voor de behandeling van angina pectoris;
- Protelos® (strontiumranelaat) voor de behandeling van osteoporose;
- Valdoxan® (agomelatine), antidepressivum;
- Vastarel® (Trimetazidine.) voor de behandeling van angina pectoris.